# Prorhynchus stagnalis
Prorhynchus stagnalis är en plattmaskart som beskrevs av Schulze 1851. Prorhynchus stagnalis ingår i släktet Prorhynchus och familjen Prorhynchidae. Arten är reproducerande i Sverige. Inga underarter finns listade i Catalogue of Life.